# Микільська волость (Херсонський повіт)
Микільська волость — адміністративно-територіальна одиниця Херсонського повіту Херсонської губернії.
Станом на 1886 рік складалася з 11 поселень, 11 сільських громад. Населення — 3720 осіб (1879 чоловічої статі та 1841 — жіночої), 604 дворових господарств.
|                     | Площа, десятин | У тому числі орної, дес. |
| ------------------- | -------------- | ------------------------ |
| Сільських громад    | 4545           | 3775                     |
| Приватної власності | 30235          | 11994                    |
| Іншої власності     | 360            | 360                      |
| Загалом             | 35140          | 16129                    |

Найбільші поселення волості:
- Микільске (Репнинка) — село при річці Інгулець за 25 верст від повітового міста, 902 особи, 160 дворів, православна церква, школа. За 2 версти — рибний завод. за 6 верст — рибний завод. За 8 верст — 2 рибних заводи. За 16 верст — трактир. За 24 версти — рибний завод.
- Дар'ївка (Карлівка) — село при річці Інгулець, 169 осіб, 29 дворів, поштова станція, земська станція, постоялий двір, міст через Інгулець.
- Понятівка — село при річці Дніпро, 325 осіб, 56 дворів, школа.
- Роксандрівка (Гаузена) — село при річці Інгулець, 314 осіб, 44 двори, земська станція.
- Садове (Фалєєвка) — село при річках Дніпро та Інгулець, 517 осіб, 75 дворів, православна церква.
- Федорівка (Кепеної) — село при річці Інгулець, 454 особи, 74 двори, православна церква, школа.